# Especially for You (Cilla Black)
Especially for You è l'undicesimo album in studio della cantante britannica Cilla Black, pubblicato nel 1980.

## Tracce
Side 1
1. Baby Don't Change Your Mind (Van McCoy) – 3:03
2. Sometimes When We Touch (Dan Hill, Barry Mann) – 4:04
3. Just the Way You Are – 3:54 (Billy Joel)
4. Talking in Your Sleep (Roger Cook, Bobby Wood) – 3:03
5. You Don't Bring Me Flowers (Alan Bergman, Marilyn Bergman, Neil Diamond) – 3:15
6. How Deep Is Your Love (Barry Gibb, Robin Gibb, Maurice Gibb) – 3:51
7. Bright Eyes (Mike Batt) – 4:00
8. Don't Cry for Me Argentina (Andrew Lloyd Webber, Tim Rice) – 5:53

Side 2
1. When Will I See You Again (Kenny Gamble, Leon Huff) – 2:58
2. You Needed Me (Randy Goodrum) – 3:27
3. If You Leave Me Now (Peter Cetera) – 4:05
4. When I Need You (Albert Hammond, Carole Bayer Sager) – 4:21
5. Knowing Me, Knowing You (Benny Andersson, Björn Ulvaeus, Stig Anderson) – 4:21
6. Still (Lionel Richie) – 5:09
7. When a Child is Born (Ciro Dammicco, Fred Jay) – 3:49
8. Do That to Me One More Time (Toni Tennille) – 4:02